# Vincent Martimpé-Gallart
Pas d'image ? Cliquez ici

a Compétitions nationales et continentales officielles uniquement.

Vincent Martimpé-Gallart (dit Vincent Martimpé), né le 15 mai 1914 à Auch et mort le 17 mars 1993 à Lay, est un joueur de rugby à XV et de rugby à XIII évoluant au poste de talonneur dans les années 1930, 1940 et 1950.
Il est formé au sein du club du FC Auch avec lequel il prend part au Championnat de France de rugby à XV avant de rejoindre durant une saison le T.O.E.C. en 1935-1936. En 1936, il décide de rejoindre Albi XIII et de changer de code de rugby. Il y reste une saison avant de rejoindre Roanne XIII avec succès puisqu'il y remporte la Coupe de France 1938 et le Championnat de France 1939.
La Seconde Guerre mondiale éclate alors et en 1941 le rugby à XIII est interdit. Il rejoint l'AS Roanne entraînée par son coéquipier Roger Pouy. Après la guerre, il retourne au rugby à XIII en jouant pour Roanne XIII et y remporte deux nouveaux titres de Championnat de France en 1947 et 1948 et termine sa carrière à Lyon XIII. 

## Palmarès

### Rugby à XIII
- Collectif :
  - Vainqueur du Championnat de France : 1939, 1947 et 1948 (Roanne).
  - Vainqueur de la Coupe de France : 1938 (Roanne).
  - Finaliste de la Coupe de France : 1950 (Lyon).

#### Statistiques
| Saison    | Saison      | Championnat           | Championnat | Championnat | Championnat | Championnat | Championnat | Championnat | Coupe           | Coupe      | Coupe | Coupe | Coupe | Coupe | Coupe |
| Saison    | Saison      | Comp.                 | Class.      | M           | Pts         | Ess.        | Buts        | Dp.         | Comp.           | Class.     | M     | Pts   | Ess.  | Buts  | Dp.   |
| --------- | ----------- | --------------------- | ----------- | ----------- | ----------- | ----------- | ----------- | ----------- | --------------- | ---------- | ----- | ----- | ----- | ----- | ----- |
| 1936-1937 | Albi XIII   | Championnat de France | 6e          | ?           | -           | -           | -           | -           | Coupe de France | 1/4 finale | ?     | -     | -     | -     | -     |
| 1937-1938 | Roanne XIII | Championnat de France | 1/2 finale  | ?           | -           | -           | -           | -           | Coupe de France | Vainqueur  | ?     | -     | -     | -     | -     |
| 1938-1939 | Roanne XIII | Championnat de France | Vainqueur   | ?           | -           | -           | -           | -           | Coupe de France | 1/4 finale | ?     | -     | -     | -     | -     |
| 1945-1946 | Roanne XIII | Championnat de France | 1/2 finale  | ?           | -           | -           | -           | -           | Coupe de France | 1/2 finale | ?     | -     | -     | -     | -     |
| 1946-1947 | Roanne XIII | Championnat de France | Vainqueur   | ?           | -           | -           | -           | -           | Coupe de France | 1/4 finale | ?     | -     | -     | -     | -     |
| 1947-1948 | Roanne XIII | Championnat de France | Vainqueur   | ?           | -           | -           | -           | -           | Coupe de France | 1/4 finale | ?     | -     | -     | -     | -     |
| 1948-1949 | Roanne XIII | Championnat de France | 1/2 finale  | ?           | -           | -           | -           | -           | Coupe de France | 1/2 finale | ?     | -     | -     | -     | -     |
| 1949-1950 | Lyon XIII   | Championnat de France | 1/2 finale  | ?           | -           | -           | -           | -           | Coupe de France | Finaliste  | ?     | -     | -     | -     | -     |